# أهل البلد (مسلسل)
أهل البلد هو مسلسل سعودي من تأليف محمد الحجي وحسن القرشي وإخراج خالد الطخيم والعرض الأول 11 أغسطس 2013

## قصة المسلسل
يعتمد العمل على مجموعة من الفنانين السعوديين الشباب، وهو عبارة عن سبع قصص لكلٍّ منها أبطالها الرئيسيّون والمسلسل مأخوذ عن نص من قصص الكاتب السعودي الراحل أحمد السباعي، وسيناريو وحوار محمد الحجي وحسن القرشي، وإخراج خالد الطخيم وبطولة: محمد حمزة ومنى شداد وفوزان الحسن وعبد العزيز الشمري وفي الشرقاوي وغزلان وعمر الديني ومجدي القاضي وفهد الغزولي وسارة اليافعي وعدد كبير من المواهب الشابة وتم تصوير العمل في جدة والطائف، ويصور طبيعة أحياء مكة المكرمة قبل ثمانين عاماً، وحاول الطخيم جمع عدد كبير من المواهب الشابة وسيتم عرضه على شاشة التلفزيون السعودي.

## طاقم العمل
- محمد حمزة في دور (أبو كدرجان).
- منى شداد في دور (رقية).
- محمد الحجي في دور (سالم).
- عمر الديني في دور (السلتاني).
- إبراهيم جبر في دور (أبو طافش).
- فهد غزولي في دور (أبو عباس).
- مونيا في دور (فتو).
- محمد الزهراني في دور (الساعاتي).
- مازن فارسي في دور (العطار).
- عبد العزيز الشمري في دور (الصايغ).
- في الشرقاوي في دور (كدرجان).
- مجدي القاضي في دور (سراج).
- صالح البشبيشي في دور (العمدة).
- سارة اليافعي في دور (سعدية).
- ياسين أبوالجدايل في دور (السقا).
- روان العامر في دور (مها).
- بدر المطرفي في دور (أيمن).
- هند محمد في دور (عديلة).
- ثامر الصيني في دور (الفران).
- هبة عبد العزيز في دور (صفية).
- عبد الرحمن الرفاعي في دور (صاحب القهوة).
- سلوى شاكر في دور (الفقيهه خدوج).
- غزلان ناصر في دور (أم سعدية).
- محمد الفيفي في دور (خطيب سعدية).
- محمود دمنهوري في دور (سليم).
- صالح خلاقي في دور (ياسين).
- شيرين باوزير في دور (زوجة الشيخ).
- شيرين حطاب في دور (أم عباس).
- فوزان الحسن في دور (أم روان).
- غانم الغانم في دور (علوه).
- فداء فهد في دور (فكرة).
- عبد العزيز الحارثي في دور (الأستاذ).
- نورة مصطفى في دور (منال).
- نورة الأنصاري في دور (زهرة).
- عبد الله هوساوي في دور (العسا).
- فواز عباس في دور (الشيخ).
- منار شاهين في دور (عباس).
- فداء داهود في دور (عفاف).
- عارف البشبيشي في دور (أبو طلال).
- صقر القرني في دور (مروان).
- دعاء مصطفى في دور (ماجدة).
- جابر السيف في دور (فاروق).
- نايف أبو راس في دور (خال سعدية).
- معاذ بخاري في دور (حسن).
- زياد السليمي في دور (أبو خشبه).
- محمد حنيف في دور (الأتاريكي).
- محمد أبو لبن في دور (حاتم).
- وائل غازي في دور (المصوراتي)
- حسين السوادي في دور (فهد).
- نهى مصطفى في دور (زوجة الساعاتي).
- هاشم الأهدل في دور (مصطفى).
- تغريد التركي في دور (أم سارة).
- هنادي التركي في دور (أم حسن).
- أمينة التركي في دور (أم سلمى).
- أروى في دور (سارة).
- خواطر في دور (ربى).
- ماجد عبد الله في دور (عثمان).
- منصور النمري في دور (وليد).